# Nadglavišče
Nadglavíšče (tudi zenít) je v astronomiji točka na nebu, ki je navidezno neposredno nad opazovalcem. Oziroma je točka na nebesni krogli z nebesno višino enako +90 stopinj, ki predstavlja tudi pol nebesnega horizontnega koordinatnega sistema. Geometrijsko je točka na nebesni krogli, ki leži na presečišču premice iz središča Zemlje skozi dano lego opazovališča na zemeljskem površju. Nasproti ležeča točka je podnožišče, oziroma nadir. Beseda zenit izhaja iz arabščine - al-samt (al-semt), oziroma samt ar-ra's, kar pomeni pot (nad glavo), teme.
Nadglavišče je po definiciji točka vzdolž krajevnega poldnevnika.
Datumi, ko je Sonce v nadglavišču opazovališča, imajo posebna imena (na južni polobli je obratno):
- pomladno enakonočje - okoli 21. marca - ekvator
- poletni Sončev obrat - okoli 21. junija - rakov povratnik (23,5º severno)
- jesensko enakonočje - okoli 23. septembra - ekvator
- zimski Sončev obrat - okoli 21. decembra - kozorogov povratnik (23,5º južno)